# Sörns
Sörns är ett rockband från Hönö i Göteborgs norra skärgård.
Sörn's bildades 1990 av bröderna Stefan & Torbjörn Sörenson, därav det urgamla släktnamnet "Sörn's".
De är uppväxta i det kärva och hårda klimatet på öarna i Göteborgs norra skärgård och därför känns det naturligt att sjunga på ö-mål.
Texterna skildrar skärgårdslivet på ett råbarkat samt humoristiskt sätt och översättning finns med på alla produktioner så att även "stadsbor" hänger med i svängarna.
Saltet, vinden och vintrarna har gett musiken den blandning som krävs för att kalla sin musikstil;
"Nordsjörock på rostfritt stål". 

## Medlemmar
- Stefan Sörenson – sång, gitarr
- Torbjörn Sörenson – sång, gitarr
- Tony Rudberg – basgitarr, kör
- Ola Lindqvist – trummor

## Diskografi
Studioalbum
- Sôrn's (1991)
- På Grunt Van (1995)
- Sôrn's III (1998)
- Trangsynta Sega Gåbba (2003)
- Jul på Färjan (2012)
- Varför Det? (2013)